# De Ochtend (Vlaams radioprogramma)
De Ochtend is een radioprogramma over actualiteit dat sinds 2007 loopt op de Vlaamse publieke radiozender Radio 1. Het programma is de opvolger van het vergelijkbare Voor de dag. 
De Ochtend wordt uitgezonden op werkdagen van 6 uur tot 9 uur. Op zaterdag loopt het programma van 7 uur tot 9 uur en op zondag van 7 uur tot 10 uur.
Het programma bestaat vooral uit reportages, bijdrages van medewerkers in Vlaanderen en correspondenten in het buitenland en live interviews, aangevuld met veel muziek.
De Ochtend werkt nauw samen met het team van de VRT radionieuwsdienst.

## Presentatie
Sinds 2010 wordt het programma op werkdagen traditioneel gepresenteerd door duo's:
- 2010-2012 Gilles De Coster & Sara Van Boxtael / Lisbeth Imbo & Jonas Muylaert
- 2012 Bert Rymen & Sara Van Boxtael / Lisbeth Imbo & Jonas Muylaert
- 2012-2013 Bert Rymen & Sara Van Boxtael / Xavier Taveirne & Marjan Temmerman
- 2013-2014 Xavier Taveirne & Bert Rymen
- 2014-2015 Xavier Taveirne & Ruth Roets
- 2015-2018 Dennis van den Buijs & Ruth Roets
- 2018-2020 Xavier Taveirne & Benedikte Coussement / Michaël Van Droogenbroeck & Sara Vandermosten
- 2020-2021 Ruth Joos & Benedikte Coussement / Xavier Taveirne & Benedikte Coussement[1]
- 2021- Leen De Witte & Benedikte Coussement / Ruth Joos & Benedikte Coussement[2]

In het weekend heeft De Ochtend slechts één presentator. Van 2018 tot 2020 was dat op zaterdag Thomas De Graeve en op zondag Steffy Merlevede. Vanaf september 2020 presenteert Jan Van Delm zowel op zaterdag als op zondag.